# Amtel-Vredestein
Amtel-Vredestein («А́мтел-Фредешта́йн», LSE: AMV) — российско-голландская шинная компания. Головная компания — Amtel-Vredestein N.V. — зарегистрирована в Нидерландах, её штаб-квартира находится в Энсхеде.
По решению окружного суда города Амвел (Нидерланды) от 29 апреля 2009 года компания Amtel-Vredestein N.V. признана банкротом.

## История
Компания «Амтел» предпринимателя индийского происхождения Судхира Гупты начала свою деятельность в 1987, шинным бизнесом занялась в 1999.

### Слияния и поглощения
В 2005 году после покупки голландского производителя шин Vredestein Banden российские и голландские шинные активы группы были объединены в компанию Amtel-Vredestein.
В конце июня 2008 года было объявлено о слиянии Amtel-Vredestein и другого крупного российского производителя шин компании «Сибур — русские шины» (100%-ной дочерней компании «Сибур-холдинга»). Планировалось, что сделка будет проведена в форме поглощения меньшей компанией большей: путём приобретения Amtel Vredestein акций «Сибур-Русские шины» в обмен на допэмиссию собственных акций. После этого доля нынешних собственников AV в акционерном капитале объединённой компании должна была составить 30-40 %. В марте 2008 года эта сделка была отменена.
В мае 2009 года нидерландское предприятие Vredestein Banden было продано индийской компании Apollo Tyres за сумму порядка 150 млн евро, которая пойдёт на покрытие долгов.

## Собственники и руководство
С момента основания компании и до августа 2007 года её крупнейшим акционером был предприниматель Судхир Гупта, одновременно занимавший пост председателя совета директоров. В августе 2007 года он продал большую часть принадлежавшего ему пакета акций, однако как при этом изменились доли остальных акционеров, официально объявлено не было. По данным газеты «Ведомости», пакет был продан нескольким инвестиционным фондам.
Основными акционерами компании на июнь 2008 года являлись: структуры Альфа-банка (16,46 %), инвестиционный фонд Temasek (9,01 %), 67,82 % — в свободном обращении в виде GDR.
В 2005 году группа провела IPO на Лондонской фондовой бирже. Рыночная капитализация на 2 февраля 2008 года — около $202 млн.
Генеральный директор (с июля 2007 года) — Пётр Золотарёв.

## Деятельность

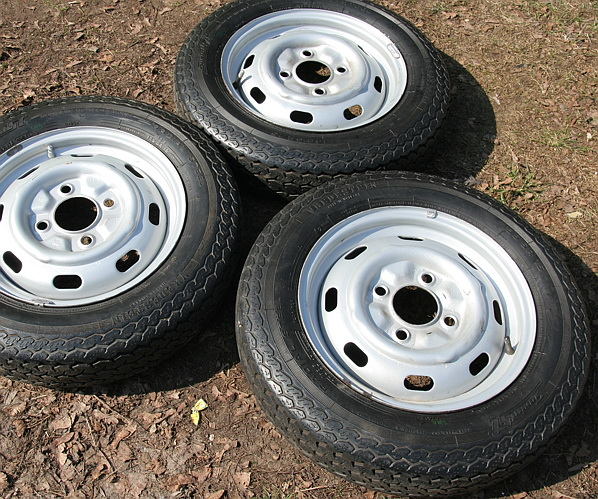
Шины Vredestein Sprint ST

Группа «Амтел-Фредештайн» в конце 2000-х годов являлась одним из пяти крупнейших производителей шин в Европе. В состав группы входили российское ОАО «Амтел-Фредештайн» (владеет Кировским и Воронежским шинными заводами), а также голландский производитель шин класса «премиум» Vredestein Banden (Tyres) B.V. Предприятия группы выпускали шины для легковых и грузовых автомобилей, сельскохозяйственной, авиационной и специальной техники, мотоциклов и велосипедов под марками Vredestein, Amtel и Maloya.
Помимо производственных активов, компания владеет сетью комплексных центров автообслуживания «AV-TO».
Выручка компании в 2007 году по МСФО составила $994 млн, (в 2006 году — $768 млн), чистый убыток вырос до $243 млн ($5 млн в 2006 году).
По состоянию на ноябрь 2007 года финансовое положение компании было достаточно сложным; общая сумма долга превышала $820 млн, что составляло девять годовых показателей EBITDA.
14 декабря 2011 года Кировский шинный завод перешел в собственность итальянского шинного холдинга «Pirelli».